# William Barbotin
Pour les articles homonymes, voir Barbotin (homonymie).
William Barbotin, pseudonyme de Joseph Barbotin, né à Ars-en-Ré le 25 août 1861 et mort  à Paris le 12 novembre 1931, est un peintre, sculpteur et graveur français, collaborateur de la presse libertaire.

## Biographie

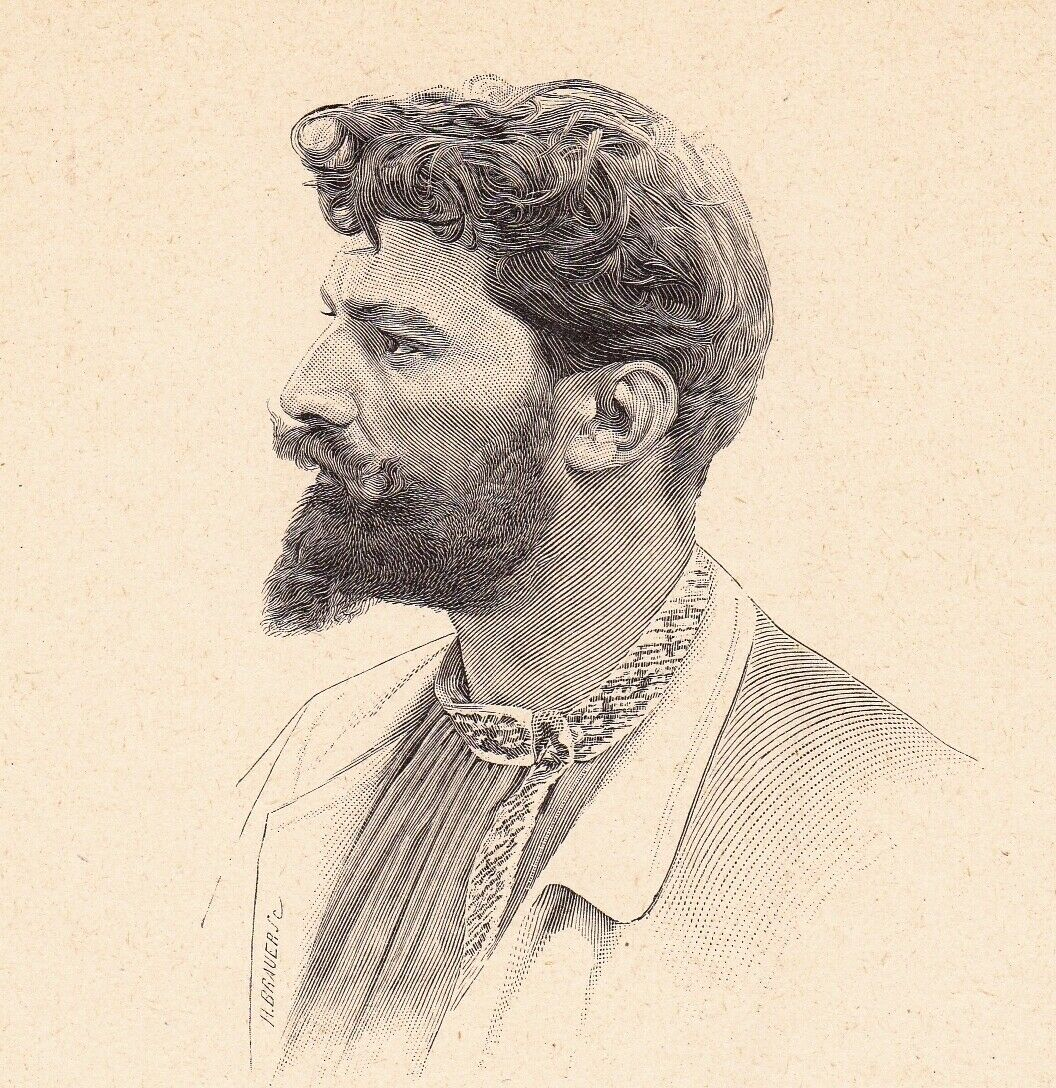
H. Brauer, William Barbotin, gravure reproduite dans l'album Mariani (Figures contemporaines, t. VIII, 1903).

Fils d'un marin pêcheur de l'Île de Ré, le jeune Joseph Barbotin est remarqué par le peintre William Bouguereau pour ses talents précoces de dessinateur ; celui-ci devient son père spirituel.
Admis au Concours de l'École normale d'instituteurs, il est nommé instituteur suppléant en novembre 1880, à Paris, où il fréquente l’atelier de Bouguereau, l'Académie Julian et l’École des beaux-arts, et se spécialise dans la gravure au burin. Il reçoit l'enseignement de Tony Robert-Fleury et Gustave Bertinot (1822-1888).
En 1884, Barbotin obtient le premier grand prix de Rome en gravure et part séjourner deux ans (1885-1886) à la villa Médicis.
Fin 1886, il rencontre Elisée Reclus en Suisse et se lie d'amitié avec lui et le milieu anarchiste. Il collabore à des journaux comme La Révolte et Les Temps nouveaux dirigé par Jean Grave qui lui commande diverses gravures ; il réalise les portraits de Proudhon, Bakounine, Pierre Kropotkine, Carlo Cafiero, Pierre Leroux, Auguste Comte, et bien entendu Élisée Reclus pour lequel il collabore à sa Géographie universelle.
En octobre 1890, il achète la villa des Tilleuls à Ars-en-Ré et y accueille ses amis anarchistes. Il prend la direction en 1905 du musée communal d’Ars-en-Ré proche du phare des Baleines.
De 1893 à 1901, il est secrétaire général de la Société des artistes graveurs au burin et commence à récolter de nombreuses distinctions ; ainsi, en avril 1903, il est nommé chevalier de la Légion d'honneur.
En 1899, il est avec Adolphe Lalauze un des quatre artistes ayant gravé à l'eau-forte les portraits de l'édition de luxe (500 exemplaires) des Figures Contemporaines tirées de l'Album Mariani (Floury), avant de figurer lui-même dans le tome VIII (1903) de la collection (14 volumes parus de 1894 à 1925).
En 1904, il est nommé inspecteur de l'enseignement du dessin pour les écoles primaires publiques de garçons de Sceaux.
En 1906, il est choisi pour réaliser le portrait du nouveau président Armand Fallières ; il est ensuite nommé inspecteur de l’Éducation nationale.
En mai 1901, il épouse Sophie Guériteau, jeune charentaise « protégée » d'Ermance Trigant, la compagne de Reclus, qui partageait sa vie depuis 1889 ; ils auront trois enfants puis divorceront en 1908.

## Distinctions
- Chevalier de la Légion d'honneur par décret du 5 avril 1903.

## Œuvres dans les collections publiques
- Cosne-Cours-sur-Loire, musée de la Loire : L'homme au gant (d'après Rembrandt), 80,2 × 60,7 cm[7].